# Armstrong Whitworth Whitley
De Armstrong Whitworth Whitley was een tweemotorige bommenwerper, ontworpen en geproduceerd door de Britse vliegtuigfabrikant Sir W.G. Armstrong Whitworth Aircraft Ltd. uit Whitley, Coventry. Het toestel was tijdens de Tweede Wereldoorlog in gebruik bij de RAF.

## Ontwikkeling
De Whitley, ontworpen op basis van specificatie B.3/34 van het Britse Air Ministry, was een volledig metalen tweemotorige eendekker-bommenwerper met intrekbaar landingsgestel. De eerste vlucht vond plaats op 17 maart 1936, en in maart 1937 kwam het toestel bij de RAF in dienst. Het was een van de eerste zware Britse bommenwerpers en het eerste RAF-vliegtuig met monocoque rompconstructie. Door de zeer schuin geplaatste vleugel vloog de Whitley met de neus enigszins omlaag gericht.

## Inzet en operaties
In de beginfase van de Tweede Wereldoorlog wierpen de met Whitleys uitgeruste RAF-squadrons vlugschriften boven Duitse steden uit. Daarbij werden nauwelijks verliezen geleden. Op 19 maart 1940 wierpen Whitleys de eerste bommen op Duits grondgebied van de hele oorlog af, tijdens een aanval op een basis voor watervliegtuigen op het eiland Sylt. Samen met de Wellington en de Hampden - lichte toestellen vergeleken met de latere zware Britse bommenwerpers - voerde de Whitley aan het begin van de oorlog de meeste Britse bombardementsmissies uit.
Vanwege de zware verliezen die in de winter van 1940 op 1941 werden geleden en de komst van viermotorige toestellen, werd de Whitley later alleen nog door Coastal Command ingezet voor maritieme patrouillevluchten boven de Franse Atlantische kust. Een Whitley VII van het No.502 Squadron boekte het eerste succes met de tegen schepen gerichte ASV-radar door in november 1941 de Duitse U-boot U-206 uit te schakelen.
De Whitley II was voorzien van motoren met tweetrapscompressoren. De Mark III-versie, die tijdens de tweede productierun werd gebouwd, was uitgerust met een intrekbare geschutskoepel met twee 7,7mm-mitrailleurs in de buik. Deze versie kon tevens zwaardere bommen vervoeren. De laatste veertig toestellen uit de tweede productierun werden voltooid als Whitley IV's. Ze waren voorzien van Rolls-Royce Merlin-motoren en grotere brandstoftanks. De Mark V week van de Mark IV af doordat in plaats van de handbediende geschutskoepel een gemotoriseerde Nash and Thompson-koepel met vier 7,7mm-mitrailleurs was ingebouwd. Op grond van de gevechtservaringen was het achterdeel van de romp met 38 cm verlengd, om de staartschutter meer bereik te geven. Verder was de vorm van het kielvlak gewijzigd, een voorziening tegen ijsvorming op de vleugels aangebracht en de brandstofcapaciteit vergroot.
De Whitley VII was speciaal gebouwd als maritiem verkenningsvliegtuig voor de Coastal Command. Deze versie was uitgerust met ASV Mk II-radar en onderscheidde zich op het eerste gezicht van de andere versies door de opvallende antennes en de vier radarmasten op de romp. Ook was er nu plaats voor een zesde bemanningslid en werd in het bommenruim en de romp extra brandstof meegevoerd. Bedroeg het vliegbereik van de eerdere versies zo'n 2000 km, de VII kon een afstand van 3700 km afleggen.
De vroege versies voerden vanaf 1942 geen bombardementsmissies meer uit, maar werden gebruikt als trainingsvliegtuig en sleepvliegtuig voor zweefvliegtuigen - zo maakten talloze parachutisten vóór D-day hun oefensprongen uit Whitleys. In 1942 en 1943 werden vijftien Whitleys aan de BOAC overgedragen. Met civiele registraties verzorgden ze vanuit Gibraltar de bevoorrading van Malta. Enkele Whitleys dienden tot 1946 als 'vliegende leslokalen', onder meer voor vliegers die met de Merlin-motor moesten kennismaken.